# Representació de Greuges
La Representació o Memorial de Greuges (en castellà: Representación o Memorial de Agravios) fou el document reivindicatiu que a les úniques Corts que va convocar Carles III d'Espanya, el 1760, presentaren conjuntament els diputats representants de les capitals de l'extinta Corona d'Aragó (Saragossa, València, la ciutat de Mallorca i Barcelona).

## Contingut
Era el primer memorial de greuges signat per les mateixes autoritats borbòniques locals després dels Decrets de Nova Planta i contenia una denúncia de diverses crítiques a la política borbònica, sobretot al monopoli del poder pel Consell de Castella i els castellans a la Corona d'Aragó, i la impossibilitat dels súbdits d'aquesta d'accedir als càrrecs de Castella. Per això feien una defensa i exaltació dels aspectes positius del sistema anterior a la Nova Planta i de la seva justícia, i reclamaven la igualtat de representació entre els regnes, contra la discriminació de la Corona d'Aragó. Hi eren importants les referències a la discriminació dels catalanoparlants i als inconvenients que els funcionaris castellans no sabessin el català. En contraposició a aquestes reivindicacions, en aquelles Corts els representants de la capital històrica de Castella, Burgos, exigiren que els representants de la Corona d'Aragó seguessin a la darrera fila, darrere de tots i separats dels de Castella.
El Memorial començava amb la reivindicació de la restauració del dret civil valencià, amb una denúncia de la manca de representativitat i el desprestigi del nou règim municipal i amb una lloança dels antics municipis i de les corts de cada regne. Pel que fa a la representació dels diferents regnes al Consell de Castella, denunciaven que no era proporcional, perquè la Corona d'Aragó només hi tenia un representant, mentre que Galícia, Astúries i Navarra en tenien dos cadascun. En aquest punt reclamaven fins i tot el canvi de nom del Consell de Castella, que havia absorbit el Consell d'Aragó, i que s'hauria d'anomenar Consell d'Espanya. En relació amb la supressió del dret d'estrangeria, que permetia als castellans ocupar càrrecs públics a la Corona d'Aragó, i als ciutadans de la Corona d'Aragó ocupar-ne a Castella, denunciaren la discriminació en favor dels castellans, que trobaven totes les portes obertes arreu, i tancades els de la Corona d'Aragó: siendo innumerables los empleados en las secretarías y otras oficinas de la Corte y de las regiones, siendo tantos los corregidores, poquísimos son los naturales de nuestros países. […] Ha faltado muy poco para la exclusión total de los naturales de la Corona de Aragón de las primeras dignidades eclesiásticas. […] En la distribución de cargos judiciales […] hay más de cien plazas en las Cancillerías y Audiencias […] de las cuales dos han sido obtenidas por aragoneses, otra por un valenciano. [..] En cambio los aragoneses, catalanes y valencianos han encontrado casi siempre cerradas las de Castilla. I posaven com a exemple de justícia que a l'antiga Corona d'Aragó ningún reino era más feliz que el otro y ninguno se sentía superior a los demás; los oriundos de uno no mandaban a los del otro: sólo el rey los mandaba a todos.
En relació amb la llengua catalana, aquest memorial argumentava que els càrrecs relacionats amb l'administració de justícia havien de ser ocupats als Països Catalans per gent del país perquè els documents escrits fins a la Nova Planta eren escrits en català i ara els funcionaris castellans no els entenien: los procesos y las escrituras de los siglos pasados están redactados en la lengua del pueblo, que, al cabo de tiempo, los castellanos llegan a comprender medianamente, pero nunca la totalidad del vocabulario, y aún menos la fuerza de muchas palabras, de la inteligencia de las cuales depende la justa decisión de los pleitos. Sobre el català, el memorial denunciava també la discriminació lingüística pel nomenament de bisbes i eclesiàstics que no sabien la llengua del país: «Hay otras leyes que obligan a que en Cataluña, Valencia y Mallorca sean obispos y clérigos de sus iglesias los que nacieron o se criaron en aquellos reinos. Porque en ellos se habla una lengua particular y aunque en las ciudades y villas principales muchos entienden y hablan la castellana, con todo los labradores ni saben hablar ni la entienden. En las Indias, cuyos atúrales, según se dice, no són capaces del ministerio eclesiástico los párrocos deben entender y hablar la lengua de sus feligreses. ¿Y van a ser los labradores catalanes, valencianos y mallorquines de peor condición que los indios, habiéndose dado en aquellos reinos basta los curatos a los que no entienden su lengua? ¡Cuanto convendría que los obispos así en las Indias como en España, no teniendo el don de lenguas que tuvieron los apóstoles, hablaran la lengua de sus feligreses...! ¿Y siendo los labradores los que con el sudor de su rostro principalmente mantienen los obispos y demás clérigos y por consiguiente los que más derecho tienen a ser instruidos, han de ser privados de la instrucción...?»
La resposta de Carles III a les reivindicacions lingüístiques fou la Reial Cèdula de 23 de juny de 1768 para que en todo el Reyno se actúe y se enseñe en lengua castellana.